# Marathon van Berlijn 1981

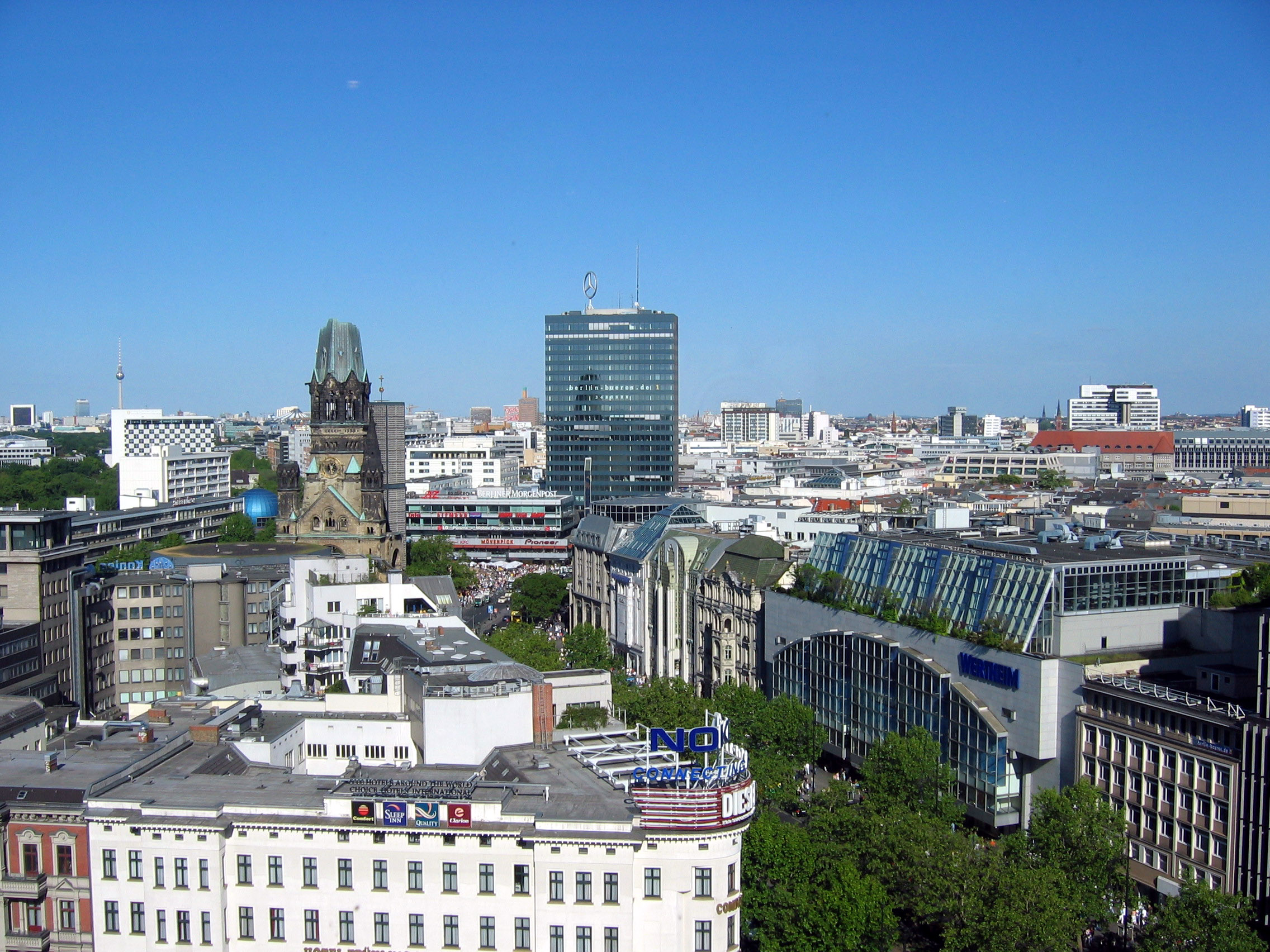
De Kurfürstendamm richting de Gedächtniskirche

De marathon van Berlijn 1981 werd gelopen op zondag 27 september 1981. Het was de achtste editie van deze marathon. Bij deze editie werd de marathon van het eerst in de stad Berlijn gehouden in plaats van in Grunewald. Er schreven 3486 lopers uit 30 landen in, hiervan haalden 2583 lopers de finish op de Kurfürstendamm.
De Brit Ian Ray kwam bij de mannen als eerste bij de finish aan in 2:15.41,8. De Duitse Angelika Stephan won bij de vrouwen in 2:47.23,5. Georg Freund uit Oostenrijk was de eerste rolstoeldeelnemer die de finish bereikte in 2:08.44.

## Uitslagen

### Mannen
| rang   | naam                | land | tijd      |
| ------ | ------------------- | ---- | --------- |
| Goud   | Ian Ray             | GBR  | 2:15.41,8 |
| Zilver | Mike Hurd           | GBR  | 2:17.44,3 |
| Brons  | Dave Clarke         | GBR  | 2:20.10,0 |
| 4      | John Dimick         | USA  | 2:20.45   |
| 8      | Alessandro Rastello | ITA  | 2:24.02,4 |

### Vrouwen
| rang   | naam             | land | tijd      |
| ------ | ---------------- | ---- | --------- |
| Goud   | Angelika Stephan | GER  | 2:47.23,5 |
| Zilver | Gill Burley      | GBR  | 2:50.44,1 |
| Brons  | Liane Winter     | GER  | 2:53.56,0 |
| 5      | Leslie Watson    | SCO  | 2:55.33,9 |
| 8      | Elisabeth Schuh  | VEN  | 3:02.25,8 |
| 9      | Elena Dugono     | ITA  | 3:02.50,5 |

1974 ·
1975 ·
1976 ·
1977 ·
1978 ·
1979 ·
1980 ·
1981 ·
1982 ·
1983 ·
1984 ·
1985 ·
1986 ·
1987 ·
1988 ·
1989 ·
1990 ·
1991 ·
1992 ·
1993 ·
1994 ·
1995 ·
1996 ·
1997 ·
1998 ·
1999 ·
2000 ·
2001 ·
2002 ·
2003 ·
2004 ·
2005 ·
2006 ·
2007 ·
2008 ·
2009 ·
2010 ·
2011 ·
2012 ·
2013 ·
2014 ·
2015 ·
2016 ·
2017 ·
2018